# Альмансор
Альмансор — гора в средней Испании, в провинции Авила, самая высокая точка хребта Сьерра-де-Гредос и всей Центральной Кордильеры.
Высота горы 2592 метра. Сложена в основном из гранита. Гора названа в честь арабского военачальника X века Ибн Абу Амир аль-Мансура (в переводе с арабского аль-Мансур — Победитель волей бога).
Гора Альмансор находится на 62 месте в списке самых высоких гор Европы по относительной величине.

## Ссылки

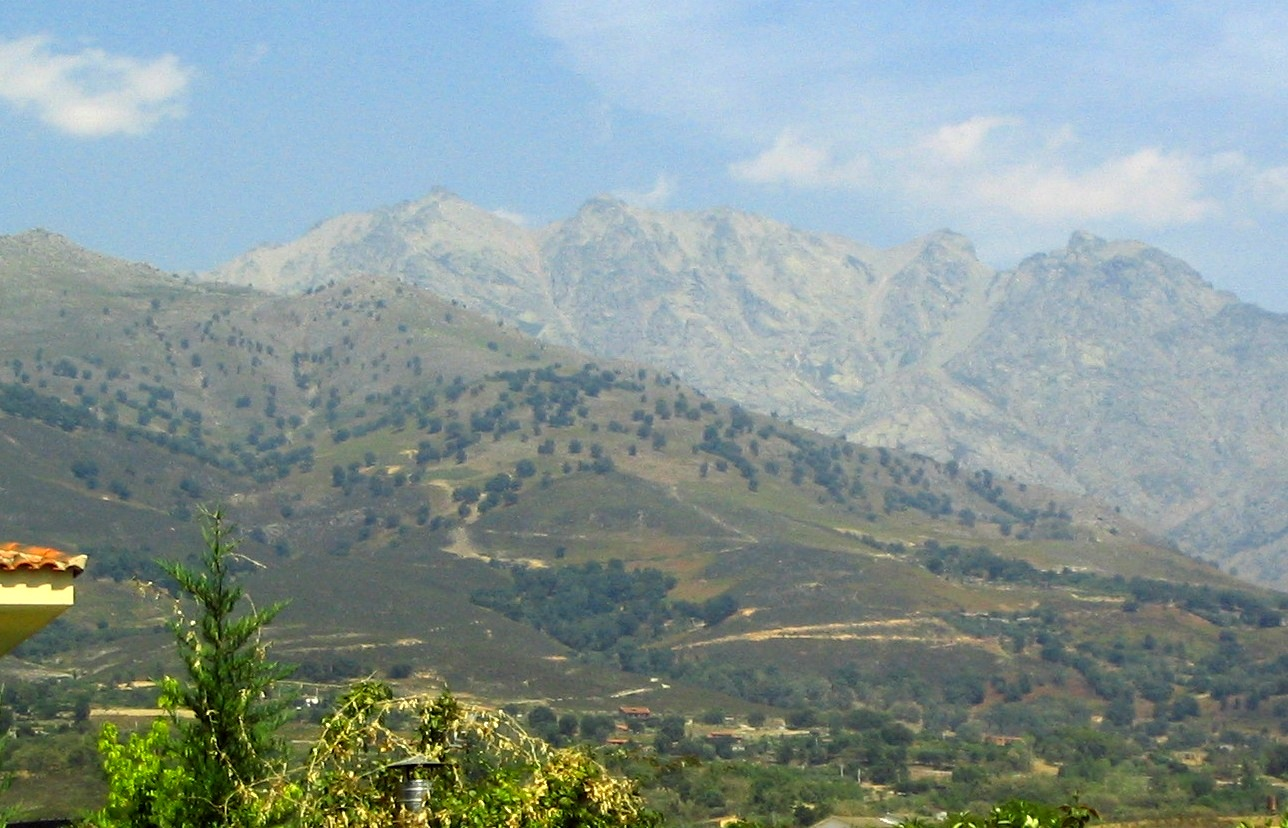
Гора Альмансор — высшая точка Центральной Кордильеры.